# Adolf von Grote (Politiker, 1830)

Adolf von Grote (1830–1898). Photographie von Leopold Haase & Comp., Berlin, um 1878

Adolf Graf von Grote (* 16. Juni 1830 in Paris; † 6. Juli 1898 in Varchentin) war ein deutscher Politiker, Hannoveraner Gesandter und Mitglied des deutschen Reichstags.

## Herkunft

Wappen derer von Grote

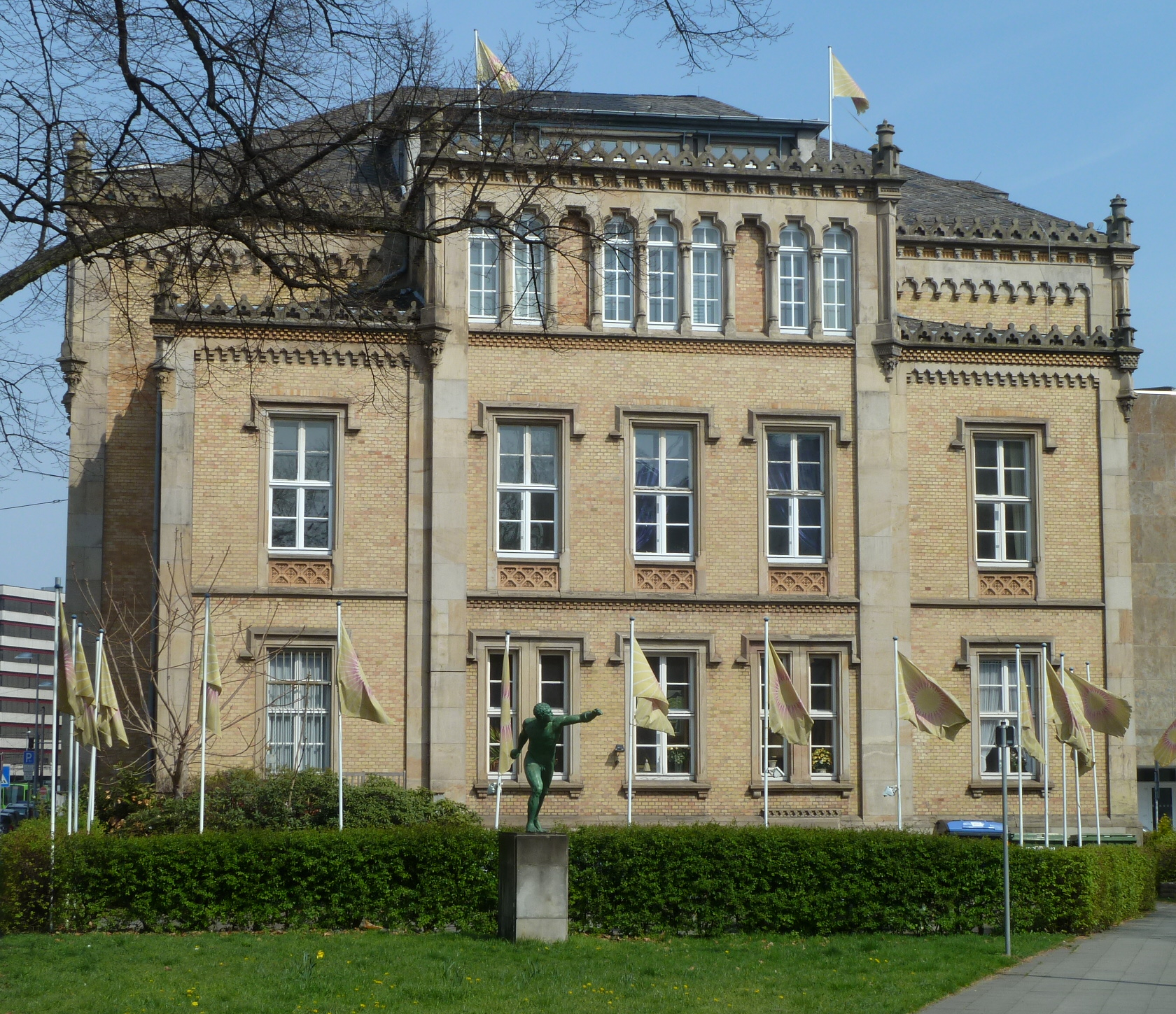
Das Haus Sophienstraße 7 in Hannover, auch Grote-Palais genannt

Adolf Graf von Grote entstammt dem alten niedersächsischen Adelsgeschlecht Grote. Die Herren, Freiherren und Grafen Grote gehörten zum Uradel im Fürstentum Lüneburg. Er war der Sohn des gleichnamigen Hannoveraner Gesandten in Paris, Adolph Graf von Grote (1769–1841) und dessen Ehefrau der Freiin Karoline von und zu Schachten (* 12. Juli 1801;  † 8. März 1885).

## Leben
Grote besuchte von 1841 bis 1845 die Erziehungsanstalt in Schnepfenthal und von 1845 bis 1848 die Ritterakademie in Lüneburg. Danach schlug er die militärische Laufbahn ein und war von 1848 bis 1853 Lieutenant im königlich Hannoverschen Garde-Husaren-Regiment. Von 1854 bis 1855 studierte er in Berlin. Danach war er von 1855 bis 1856 Attaché der Hannoverschen Gesandtschaft in Wien und von 1856 bis 1858 Hilfsarbeiter im Hannoverschen Ministerium des Äußeren. Zwischen 1858 und 1860 war er Legationssekretär in St. Petersburg und von 1863 bis 1866 außerordentlicher Gesandter und bevollmächtigter Minister in Madrid.
Von 1878 bis 1881 war er Mitglied des Deutschen Reichstages als Welfe und Hospitant der Deutschen Zentrumspartei für den Wahlkreis Hannover 17 (Harburg).
1862–1864 ließ er sich vom Architekten Otto Goetze in der Innenstadt Hannovers das heute denkmalgeschützte Haus Sophienstraße 7 bauen.
Das Schlossgut Varchentin gelangte über seine Frau Marie, geb. Jenisch an die Grafen Grote.

## Familie
Er heiratete am 25. April 1860 Marie Jenisch (* 5. Dezember 1841; † 11. Mai 1922), eine Enkelin des Hamburger Senators Martin Johann Jenisch dem Älteren. Das Paar hatte mehrere Kinder:
- Otto (* 28. April 1861; † 11. Januar 1942)

⚭ 1884 Louise Cecilie Mutzenbecher (* 31. März 1867; † 1892)
⚭ 1900 Alice van Bergen (* 22. Februar 1877; † 18. September 1960)
- Helene Caroline Marie Doraline (* 23. Juni 1862) ⚭ 1885 Walther von Tiele-Winckler (1858–1909), Bruder von Franz Hubert von Tiele-Winckler
- Stefanie Luise Guidobaldine Caroline (* 16. Juni 1863; † 22. Oktober 1942) ⚭ 1890 Georg Karl Gebhard von der Wense (* 25. Januar 1848; † 1. März 1931), Kammerherr
- Gernand Alexander Albert Otto (* 20. September 1870)
- Tyra (* 8. Juni 1881)
- Ernst August (* 22. April 1884)